# Graben-Neudorf
Graben-Neudorf je općina u njemačkoj pokrajini Baden-Württemberg, u okrugu Karlsruhe. Općina leži 18 km sjeverno od Karlsruhea, a od francuske je granice udaljena 27 km.

## Stanovništvo
Graben-Neudorf ima 11.682 stanovnika.

## Gradovi partneri
- Usk, Wales
- Wilsdruff, Njemačka

## Vanjske poveznice
- Službena stranica (njem.)